# Andy Kühne
Andy Kühne (* 19. November 1987 in Annaberg-Buchholz) ist ein ehemaliger deutscher Skilangläufer.

## Werdegang
Kühne tat von 2005 bis 2018 vorwiegend beim Alpencup an. Dabei holte er 17 Podestplatzierungen, darunter zwei Siege. In der Saison 2013/14 belegte er den dritten und in der Saison 2010/11 den ersten Rang in der Gesamtwertung des Alpencups. Sein erstes Weltcuprennen lief er im Januar 2011 in Otepää, welches er mit dem 37. Rang über 15 km klassisch abschloss. Seine ersten Weltcuppunkte holte er Anfang Februar 2011 in Rybinsk mit dem 26. Platz im 20-km-Verfolgungsrennen. Einen Tag später schaffte er mit dem dritten Platz mit der Staffel seinen einzigen Podestplatz im Weltcup. Bei der deutschen Skilanglaufmeisterschaft 2011 in Hirschau gewann er Gold über 10 km Freistil und Silber über 15 km klassisch. Die Tour de Ski 2011/12 und Tour de Ski 2012/13 beendete er auf dem 46. bzw. 39. Platz. Bei der nordischen Skiweltmeisterschaft 2013 im Val di Fiemme belegte er den 46. Platz im Skiathlon und den 44. Rang im 50-km-Massenstartrennen. Er beendete die Saison 2013/14 mit dem 69. Platz in der Weltcupgesamtwertung und dem 47. Rang in der Distanzwertung. Bei der Tour de Ski 2013/14 erreichte er den 42. Platz. In der Saison 2014/15 errang er den 78. Platz bei der Nordic Opening in Lillehammer und den 39. Platz bei der Tour de Ski 2015. Letztmals im Weltcup startete er bei der Tour de Ski 2017/18, wobei er den 41. Platz errang.
Er ist ein Sohn der Langläuferin Ute Kühne und Enkelsohn von Heinz und Christine Nestler.

## Weltcup-Statistik
Die Tabelle zeigt die erreichten Platzierungen im Einzelnen.
- 1.–3. Platz: Anzahl der Podiumsplatzierungen
- Top 10: Anzahl der Platzierungen unter den ersten zehn
- Punkteränge: Anzahl der Platzierungen innerhalb der Punkteränge
- Starts: Anzahl gelaufener Rennen in der jeweiligen Disziplin
- Hinweis: Bei den Distanzrennen erfolgt die Einordnung gemäß FIS.

| Platzierung         | Distanzrennen a | Distanzrennen a | Distanzrennen a | Distanzrennen a | Distanzrennen a | Skiathlon Verfolgung | Sprint | Etappen- rennen b | Gesamt | Team   | Team    |
| Platzierung         | ≤ 5 km          | ≤ 10 km         | ≤ 15 km         | ≤ 30 km         | > 30 km         | Skiathlon Verfolgung | Sprint | Etappen- rennen b | Gesamt | Sprint | Staffel |
| ------------------- | --------------- | --------------- | --------------- | --------------- | --------------- | -------------------- | ------ | ----------------- | ------ | ------ | ------- |
| 1. Platz            |                 |                 |                 |                 |                 |                      |        |                   |        |        |         |
| 2. Platz            |                 |                 |                 |                 |                 |                      |        |                   |        |        |         |
| 3. Platz            |                 |                 |                 |                 |                 |                      |        |                   |        |        | 1       |
| Top 10              |                 |                 |                 |                 |                 |                      |        |                   |        | 1      | 1       |
| Punkteränge         | 2               | 1               | 2               |                 |                 | 5                    | 1      |                   | 11     | 1      | 2       |
| Starts              | 8               | 6               | 13              | 3               | 1               | 24                   | 15     | 8                 | 78     | 1      | 2       |
| Stand: Karriereende |                 |                 |                 |                 |                 |                      |        |                   |        |        |         |

## Siege bei Continental-Cup-Rennen
| Nr. | Datum                | Ort    | Disziplin        | Serie    |
| --- | -------------------- | ------ | ---------------- | -------- |
| 1.  | 20. Februar 2011     | Campra | 30 km Minitour   | Alpencup |
| 2.  | 15. Februar 2013     | Rogla  | 3,75 km Freistil | Alpencup |
| 3.  | 14.–16. Februar 2014 | Campra |                  | Alpencup |